# ベルリン・ユダヤ博物館

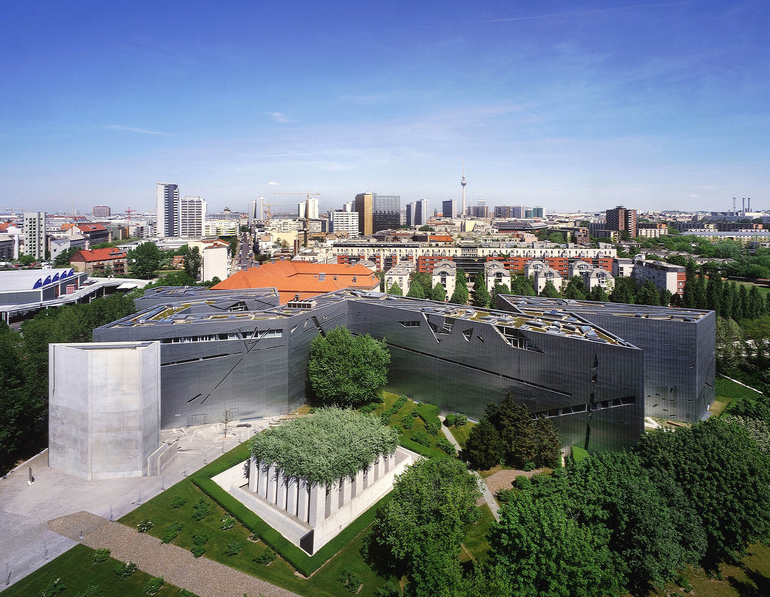
ベルリン・ユダヤ博物館

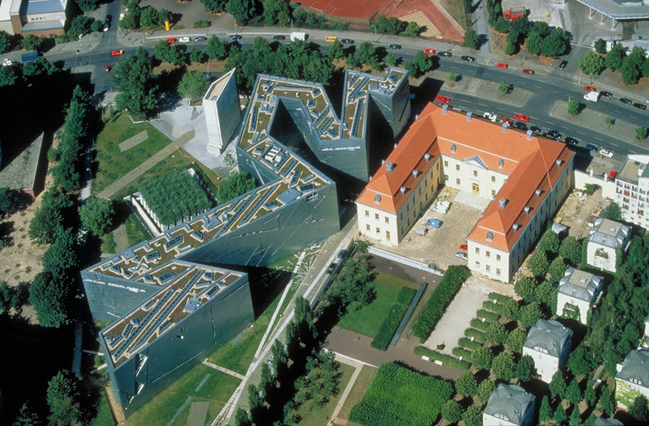
ベルリン・ユダヤ博物館の空撮

ベルリン・ユダヤ博物館（ベルリン・ユダヤはくぶつかん、ドイツ語: Jüdisches Museum Berlin、英語: Jewish Museum Berlin）は2001年にドイツの首都ベルリン・フリードリヒスハイン＝クロイツベルク区に開館した市立博物館。1千年紀から今日までのドイツにおけるユダヤ人の歴史や生活の記録を収集・研究・展示している。引き裂かれたような特徴的な建物の設計者は、ポーランド生まれのユダヤ系アメリカ人建築家ダニエル・リベスキンド。隣接する旧ベルリン高等裁判所建物（"Kollegienhaus"）も博物館の一部になっている。
プリンストン大学の教授であるマイケル・ブルーメンソールが開館前の1997年12月以来館長を務める。ブルーメンソールはベルリン生まれでナチス政権を逃れてアメリカに渡り、ジミー・カーター政権でアメリカ合衆国財務長官を務めた人物である。

## 沿革
ベルリン最初のユダヤ博物館は1933年にオラニエンブルガー通りで設立されたが1938年にナチス政権により閉鎖された。戦後ユダヤ博物館の再開を求める声はあったが、1975年に「ユダヤ博物館のための協会」が結成されるまで具体化しなかった。1978年にベルリンの市立歴史博物館でユダヤ人の歴史展が開催されたのをきっかけに、ユダヤ人史部門が博物館内部に誕生し、ベルリンにユダヤ史博物館を新築するための議論も始まった。

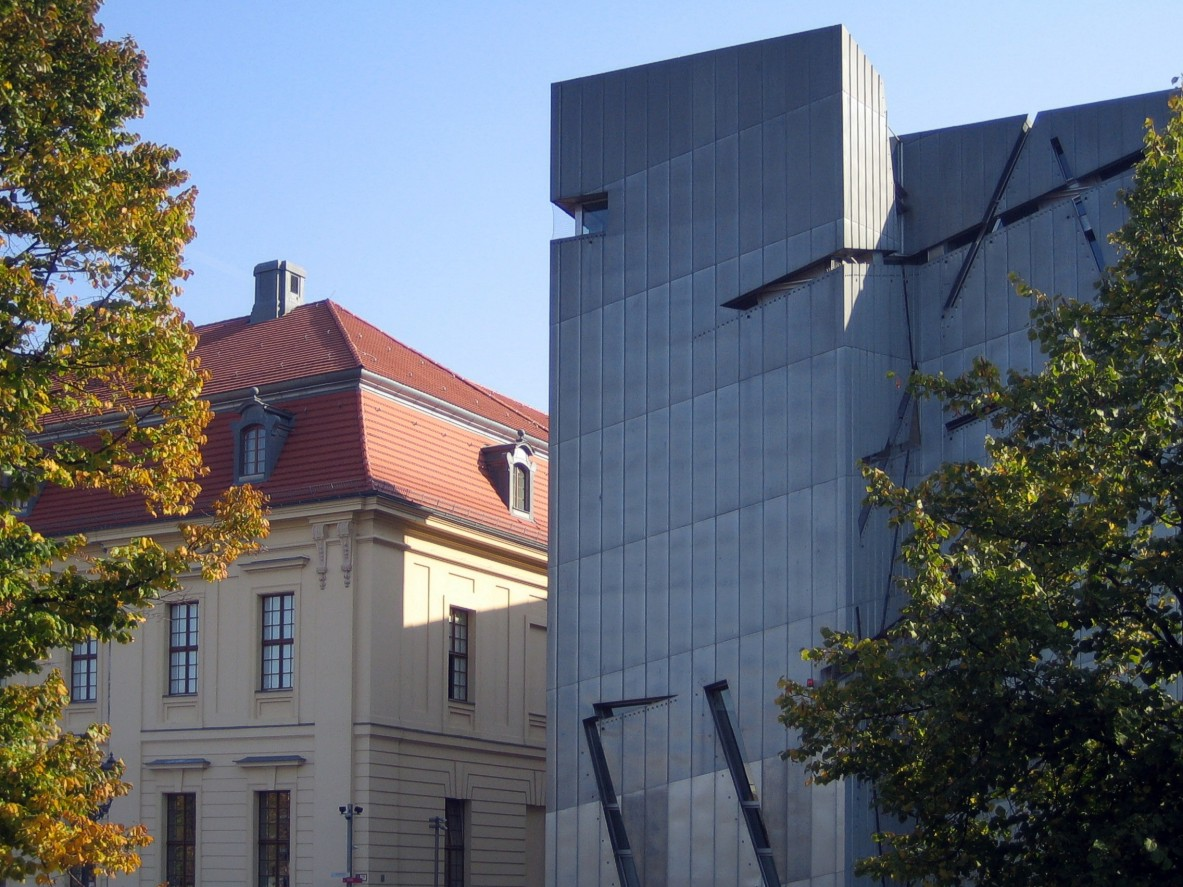
新しいユダヤ博物館の建物と18世紀に建てられた旧歴史博物館の建物

1989年、ベルリン市政府は、歴史博物館の分館として新ユダヤ博物館を建てるための建築設計競技（コンペ）の開催告知を行った。翌年のコンペで選出されたのはダニエル・リベスキンドの案であった。他の案が展示しやすく見やすいニュートラルな空間を目指したのとは対照的に、リベスキンド案はジグザグであちこちに切れ目の入った傷だらけの建物であった。当時のリベスキンドは脱構築主義建築を論じたり、建ちそうにない建築案のドローイングを描いたりなどの活動で知られ、建築家でありながら実際の設計の仕事がなかったが、この入選を機に世界各地で設計の声がかかるようになる。
1991年7月、ベルリン市議会上院は、ドイツ再統一後の東西統一にかかる費用や将来のベルリン・オリンピック誘致にかかる費用が巨額になるとしてユダヤ博物館建設案を取りやめる決議を行った。しかしリベスキンドは世界の報道機関や文化人らに危機を訴え、ベンヤミン・ネタニヤフをはじめとする各国のユダヤ系政治家らからの支持も得た。こうした圧力から1991年10月にベルリン市は上院決議を覆しユダヤ博物館建設を進める決定を行った。
博物館の建設は1992年11月に開始され、1999年には建物が完成した。建物自体が多くの注目を集め、2001年9月9日の正式開館までに35万人が見学に訪れている。

## 建築

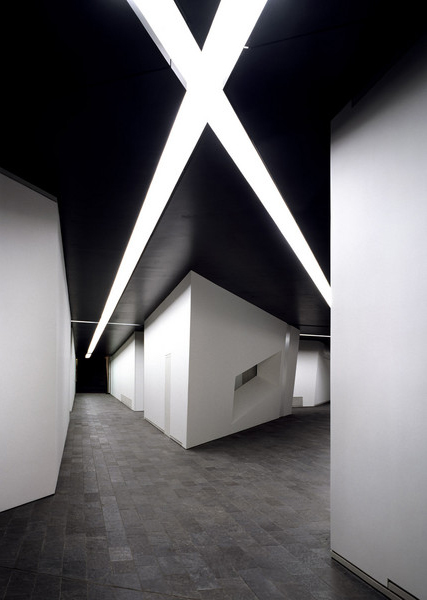
博物館地下。交差するトンネル

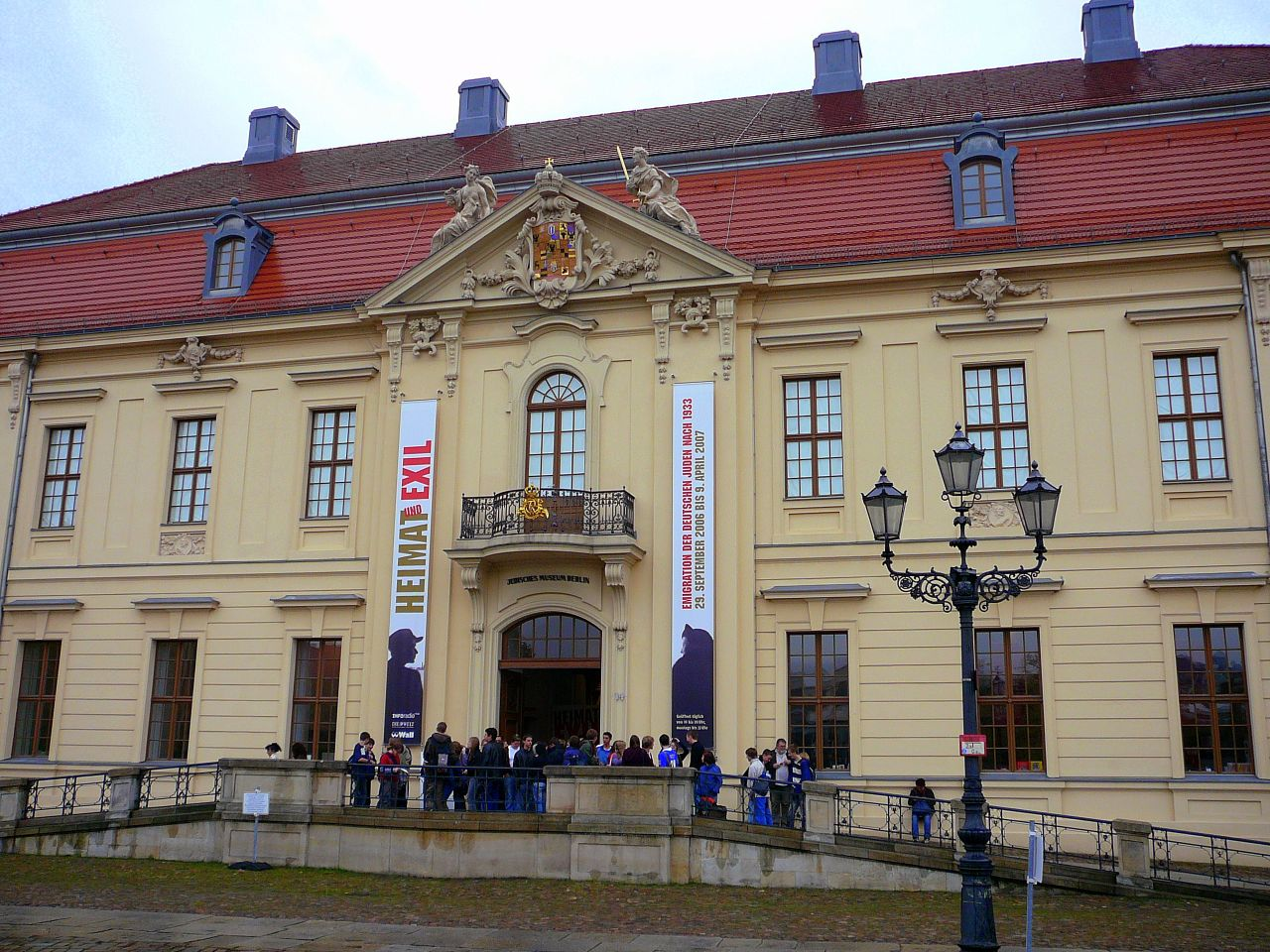
旧館・コレギエンハウス

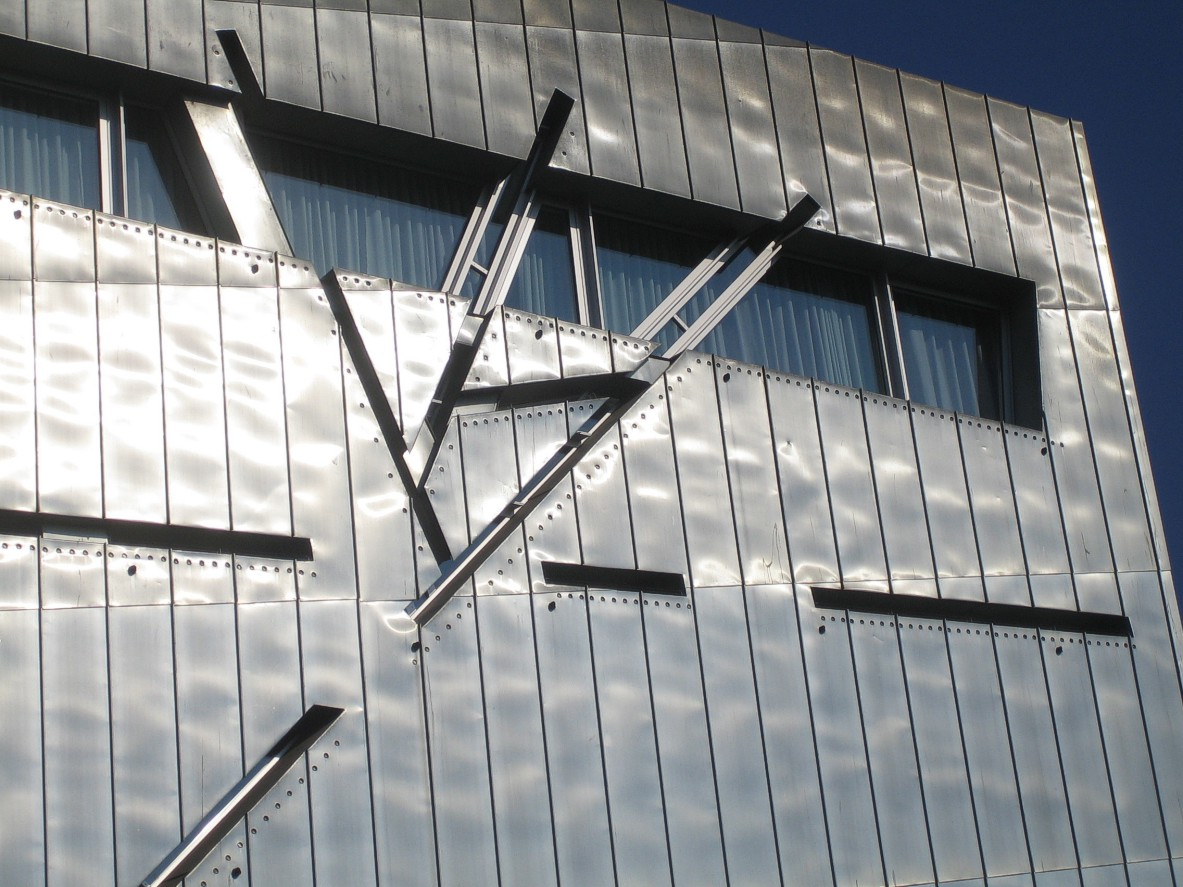
建物のファサードの細部、不規則な窓

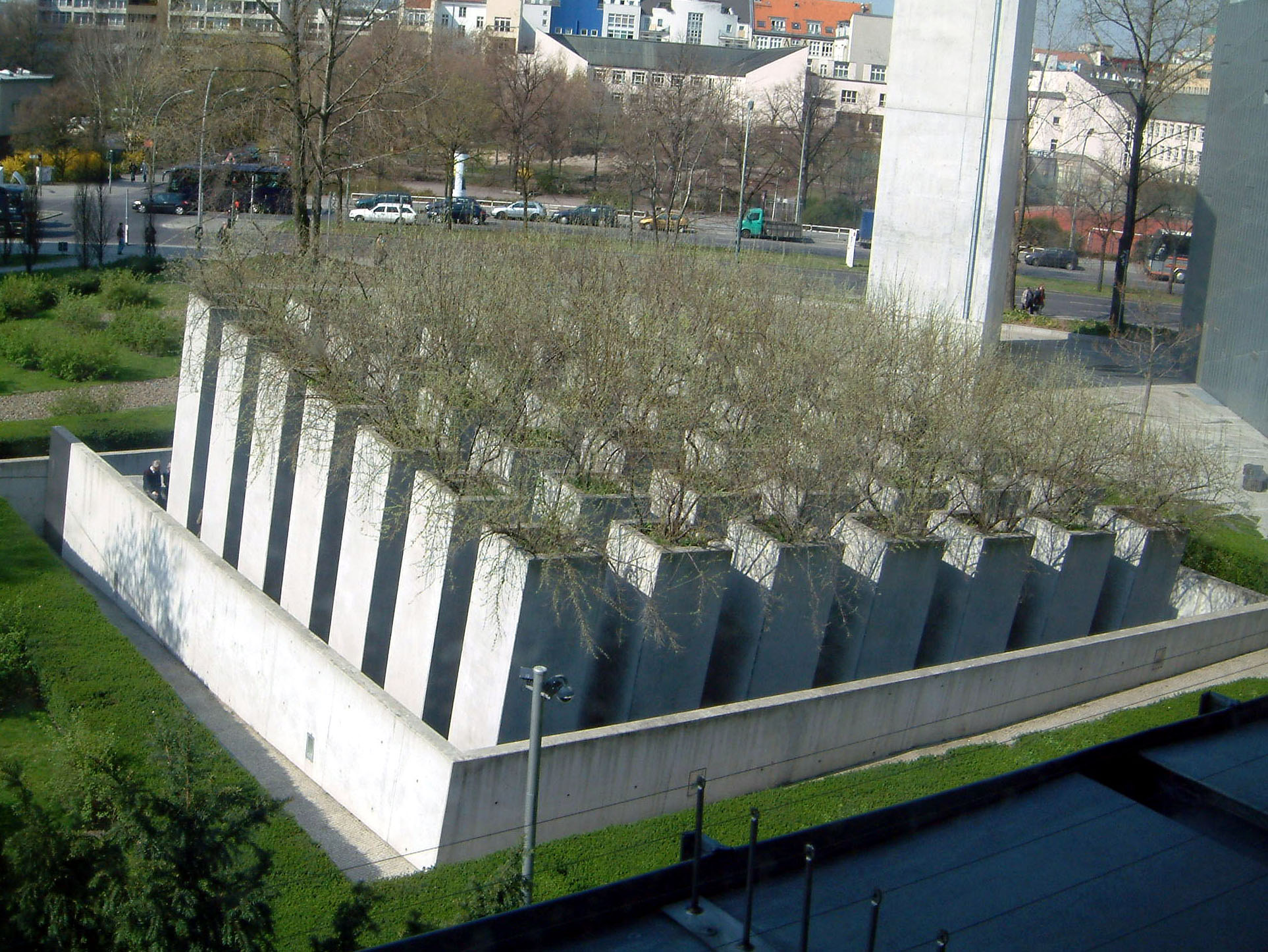
亡命の庭、斜めに傾いた柱

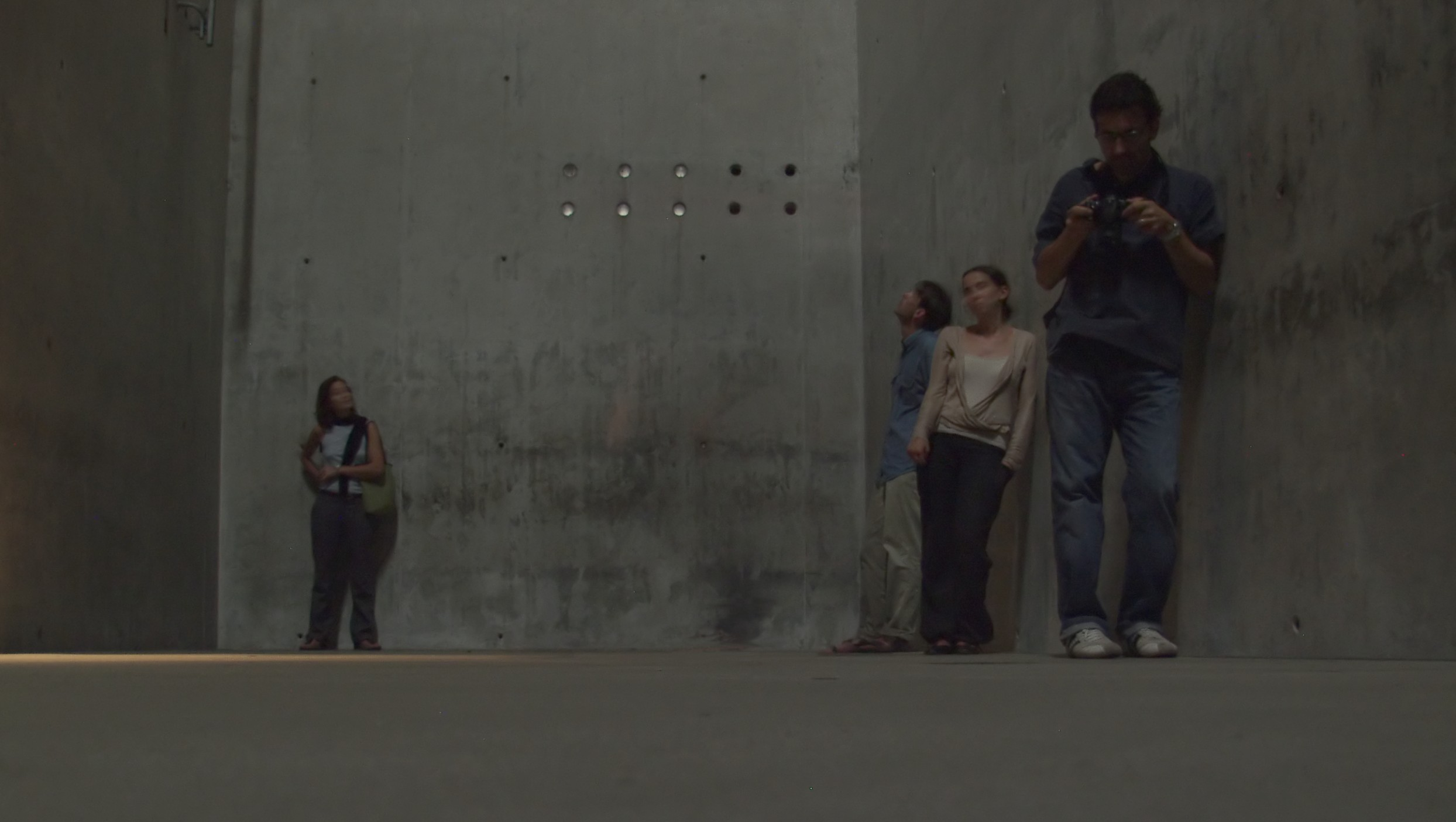
ホロコーストの塔の底

ベルリン・ユダヤ博物館はベルリン中心部のすぐ南、クロイツベルク区にある。「コレギエンハウス」（Kollegienhaus、旧ベルリン高等裁判所）の隣のかつてベルリンの壁が走っていた場所に建っており、旧東ベルリンと旧西ベルリンにまたがった形になっている。コレギエンハウスは1735年にプロイセン王国の高等裁判所として建てられ、第二次世界大戦で廃墟となった後再建されてベルリンの歴史を展示するための市立歴史博物館として使用されていた。歴史博物館は1995年にベルリン市立博物館財団の成立とともに解散・転出しており、コレギエンハウスはユダヤ博物館が取得してチケット売り場、セキュリティチェック、ロッカー、レストラン、講演室などとして利用している。また2007年、この建物の中庭にリベスキンド自身の手により全体をガラスで覆った新たなスペースが設けられた。これはかつてのユダヤ人の祝祭の場をイメージした空間で、樹木のように枝分かれする柱に支えられている。この場所は500人収容可能で、講演や演奏会などにも用いられる。
博物館は敷地内をジグザグに走るように建っており、チタンと亜鉛の板で覆われている。この建物の平面図は、引き裂かればらばらになったダビデの星を思わせるようになっている。窓は斜めや縦横に、様々な角度で不規則に、引っ掻き傷のように建物の壁面に刻まれており、外から各階の床なども見ることができる。出入り口はなく入館者は隣のコレギエンハウスから入って地下のトンネルをくぐらなければならない。
博物館の下に達すると、敷地の地下を端から端まで斜めに貫く「軸」という名の地下通路が交差している分かれ道に出会う。軸はそれぞれ、ドイツにおけるユダヤ人の生き方を象徴している。ドイツからの亡命を象徴する「亡命の軸」、ドイツの歴史の中での継続性を象徴する「持続の軸」、さらにこれらを横に貫く「ホロコーストの軸」である。

### 亡命の軸と亡命の庭
「亡命の軸」の地下通路は勾配がついており、進むと徐々に天井が頭上に近づいて圧迫感を増す。その先は建物の外へ出て「亡命の庭」に至る。ここは地下に向かって掘りこまれた庭であり、床は急角度で傾いている。傾いた床に対して垂直に7×7=49本の高さ6メートルのコンクリート柱が立ち並び、柱の上には土があり平和と希望の象徴であるオリーブとグミの木が茂っている。この見通しのきかない、傾いた不安定な庭は、見知らぬ新天地へと亡命したユダヤ人たちの不安定な心境を表す。柱の数の49はイスラエルの建国年1948年に1を加えた数で、48本の柱の上にはベルリンの土が、残る1本の柱の上にはエルサレムの土が入っており、両国のつながりを示す。また7はユダヤ教の聖なる数でもある。

### ホロコーストの軸とホロコーストの塔
短い「ホロコーストの軸」にはホロコースト犠牲者の遺留品が並び、その先には「ホロコーストの塔」がある。高さ24メートルの煙突状の塔の中はがらんどうで寒々とし、窓もはるか上方の天井に穿たれた一つしかない暗い空間である。この空間はホロコーストの犠牲者を悼む場で、観客は虚ろな塔の底で、はるか上から差し込む光を見てたたずむことになる。

### 持続の軸と展示室
展示室へ昇る階段は「持続の軸」を通って行った先にある。観客は地下から3階まで急な階段を登り、各階に設けられた展示室を通りドイツ系ユダヤ人の過去から未来にわたる歴史や生活に関する資料を見ることになる。

### ヴォイド
博物館の建物の真中には、何もない空虚な空間である「ヴォイド」がいくつも貫通している。これらはホロコーストによりできた空白を記憶するための空間で立ち入ることはできない。
地下から三階までの20メートルの天井高の「記憶のヴォイド」は立ち入り可能で観客は必ずこれを横切ることになる。ここにはイスラエルの彫刻家メナシェ・カディシュマンのインスタレーション、『Shalechet (Fallen leaves)』がある。これは10,000枚の丸い鉄板が床一面に敷き詰められたもので、厚さ3センチほどの鉄板には目・鼻・口に見えるような穴が開いている。これらの穴は非常に粗く開けられたもので、一枚として同じ形のものはない。これら人間の顔のような鉄板を踏まずにここを通ることはできず、踏むたびに大きな音がヴォイド内に響き渡る。

## ギャラリー

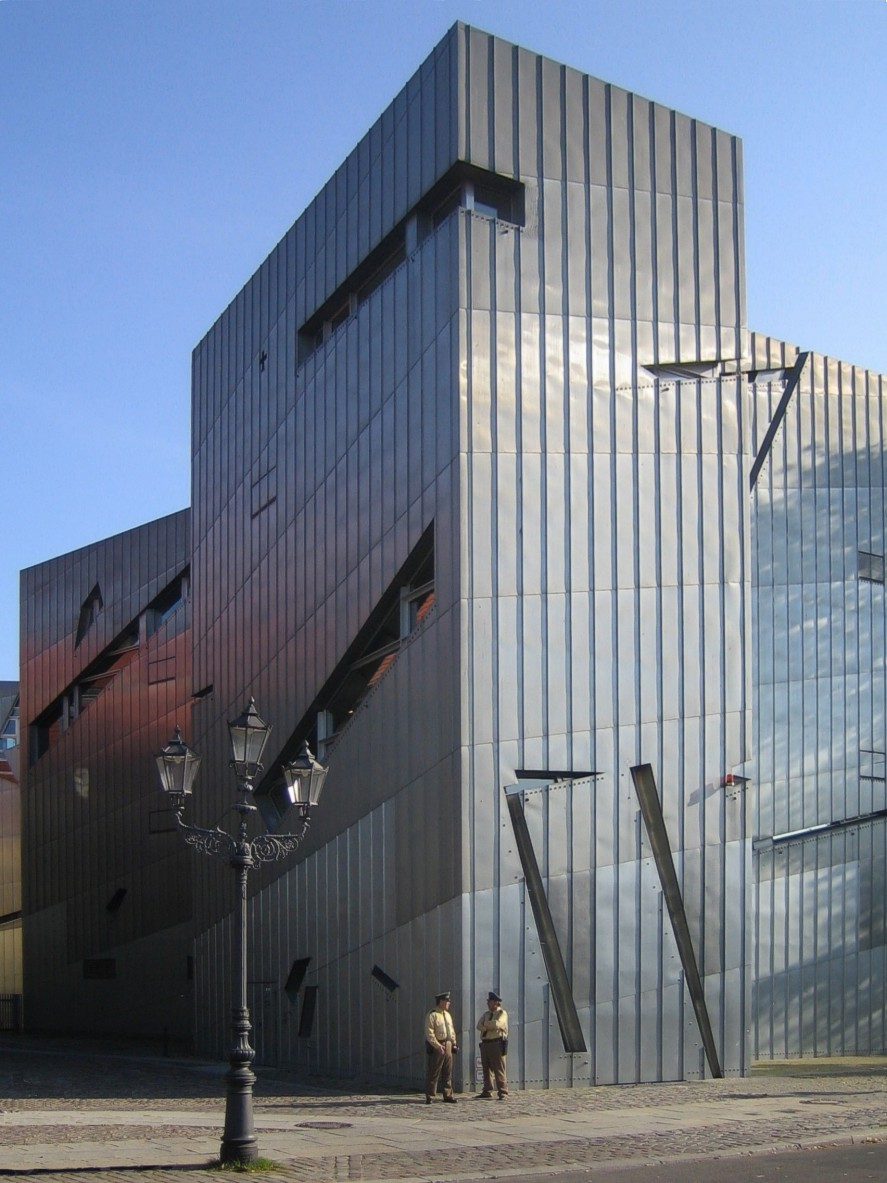
ユダヤ博物館の外観
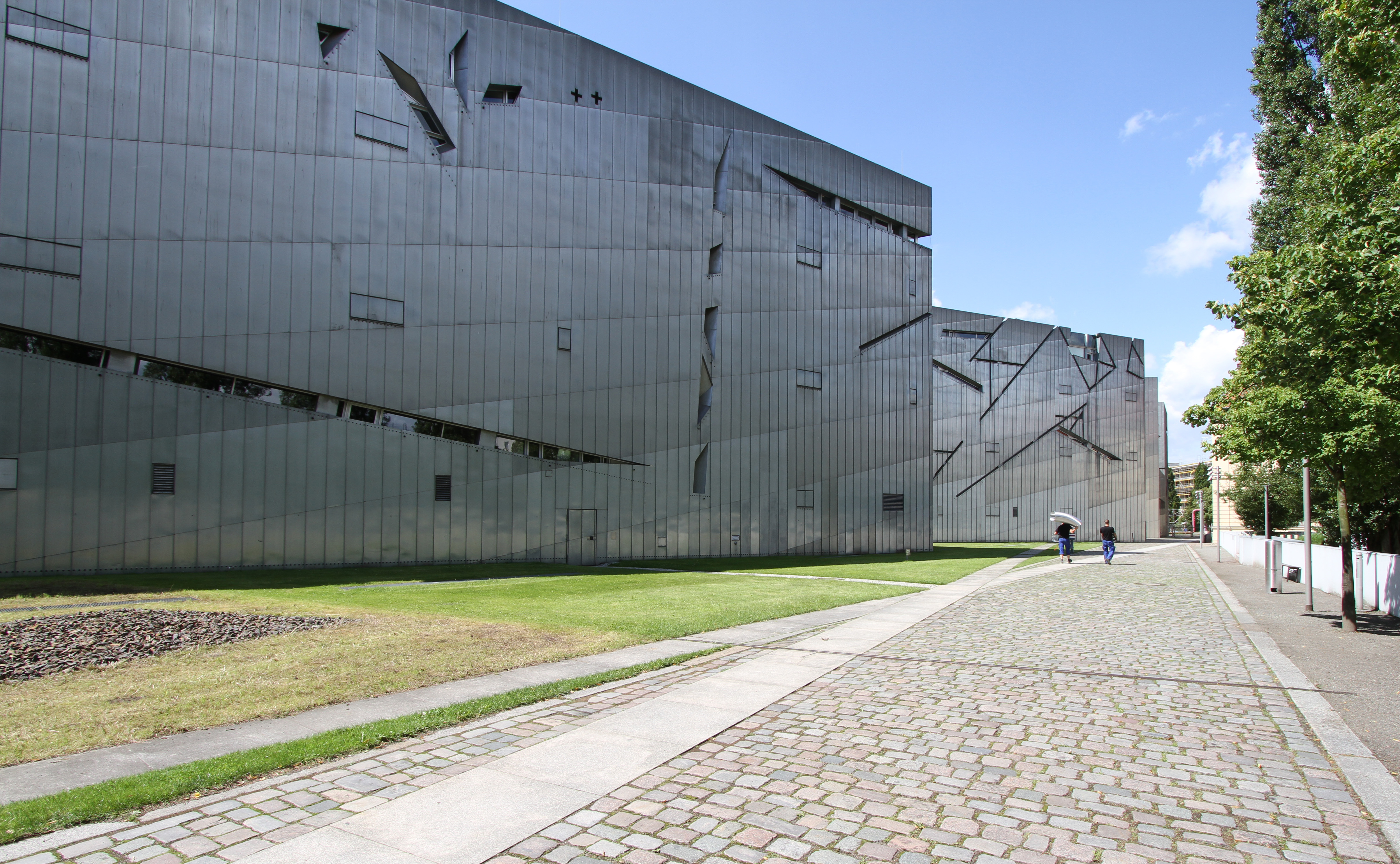
ユダヤ博物館の外観
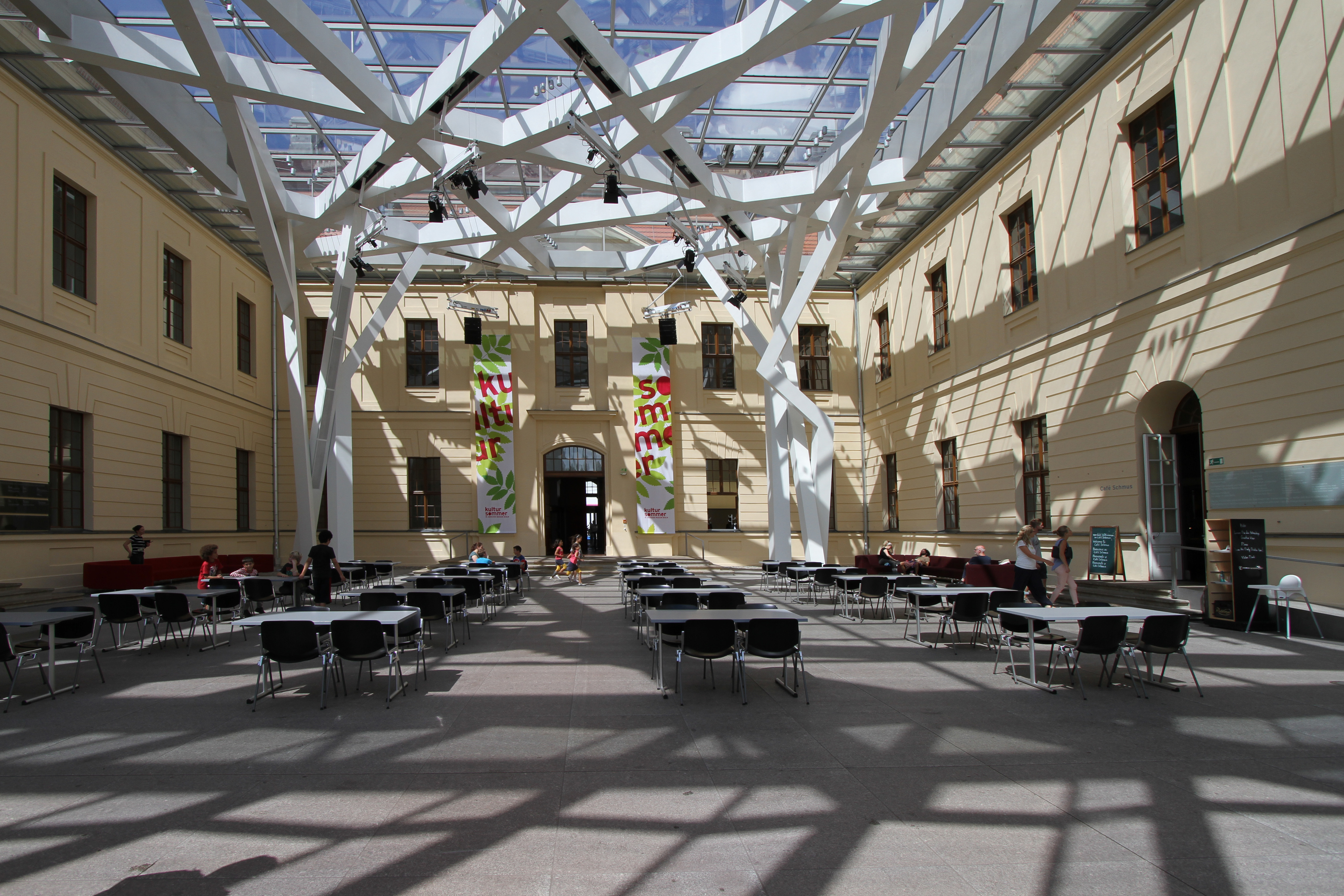
コレギエンハウスの中庭の屋根
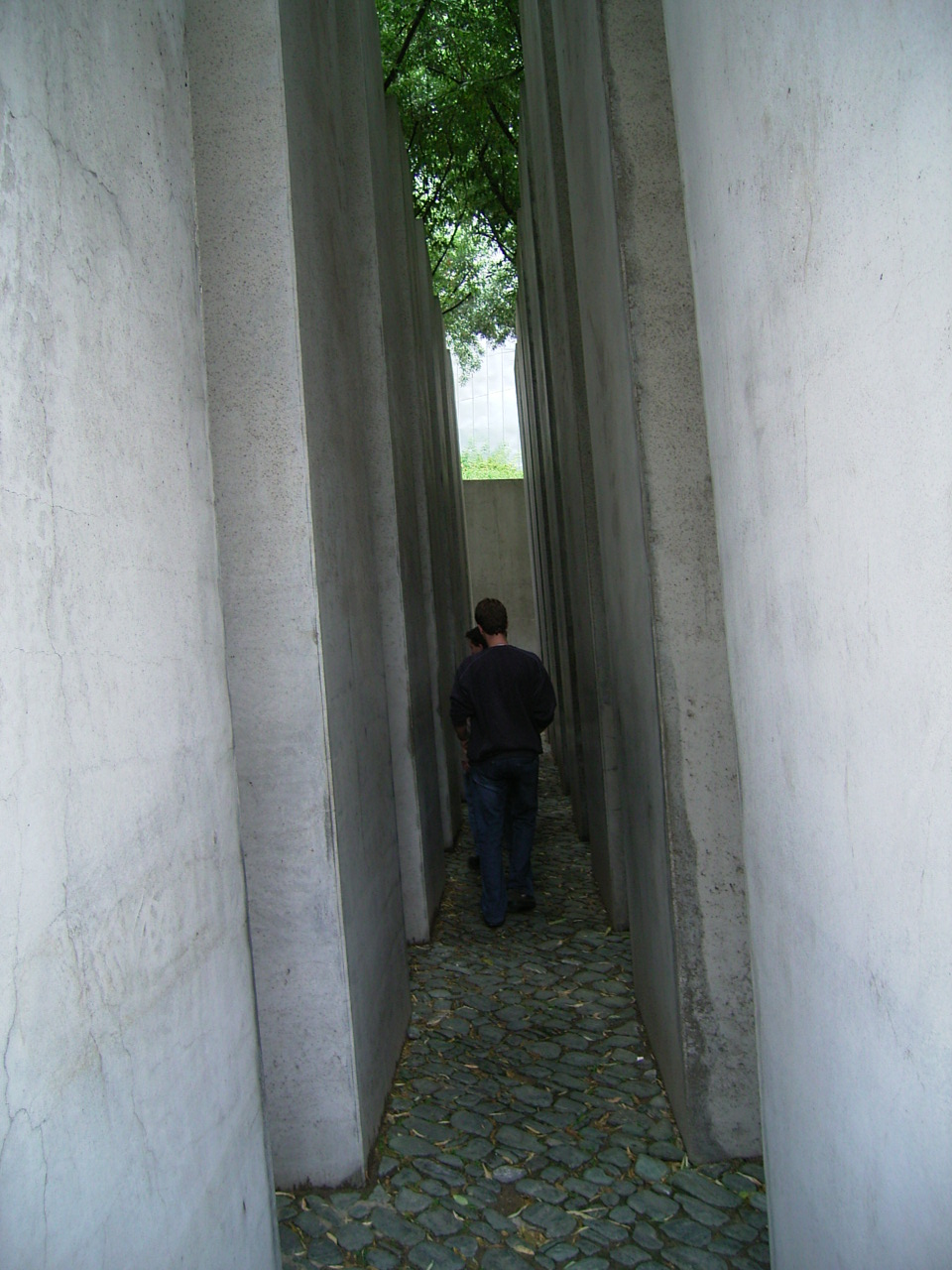
亡命の庭
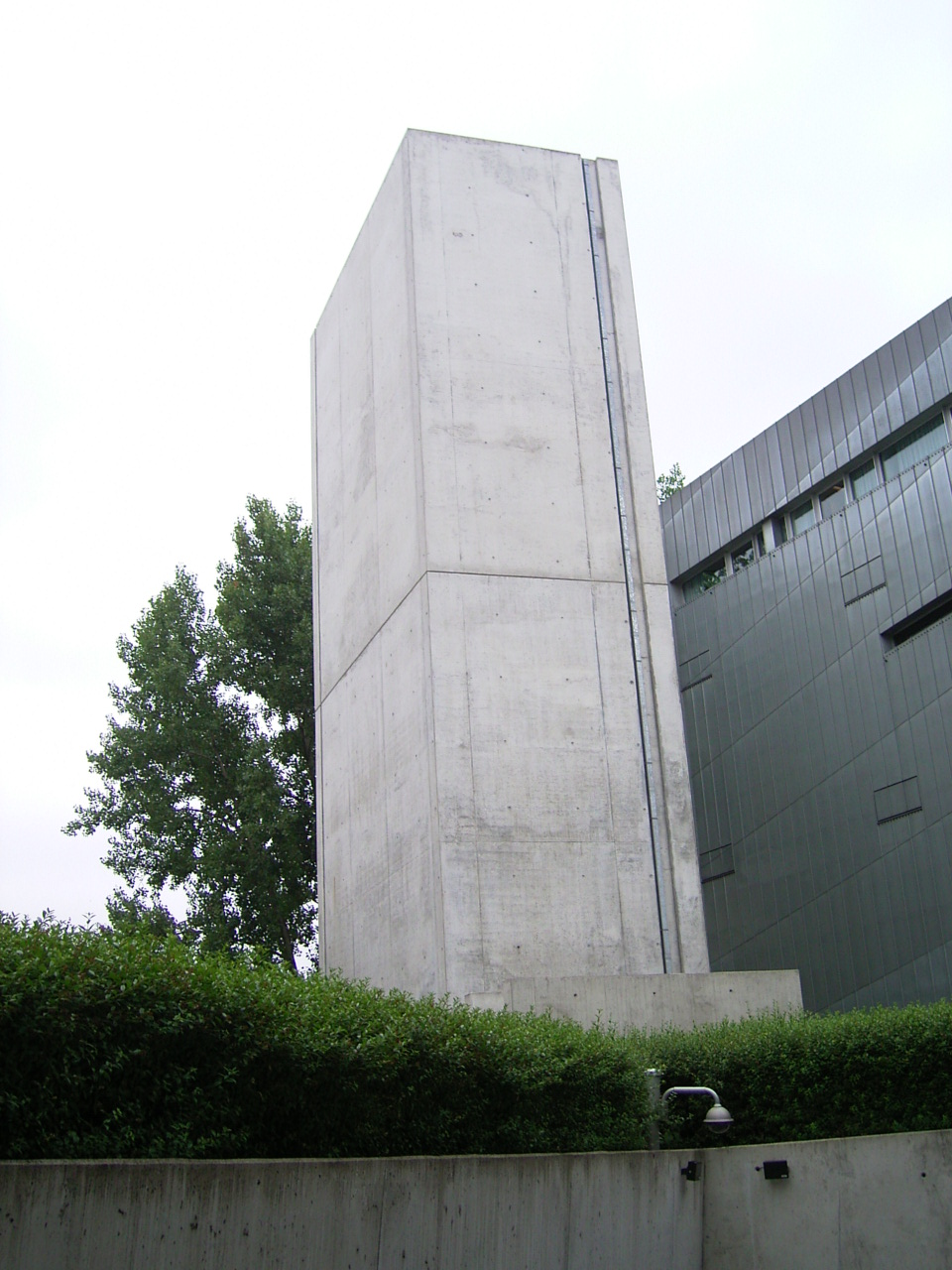
ホロコーストの塔外観
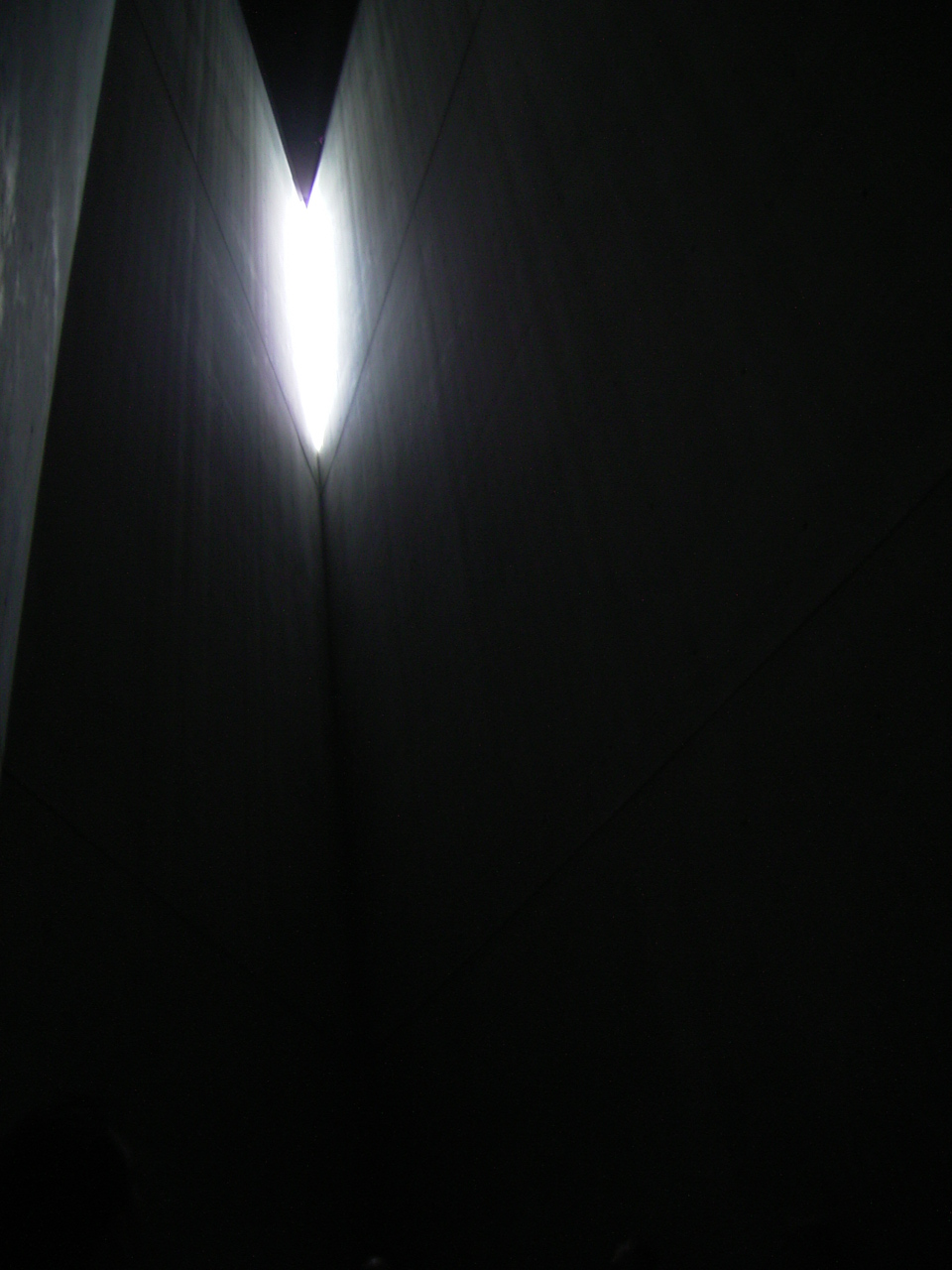
ホロコーストの塔内部
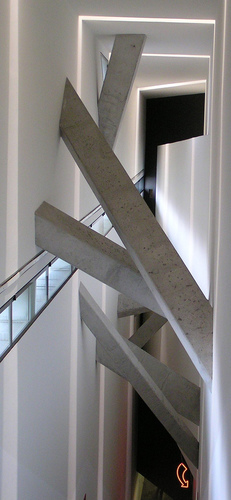
内部の階段
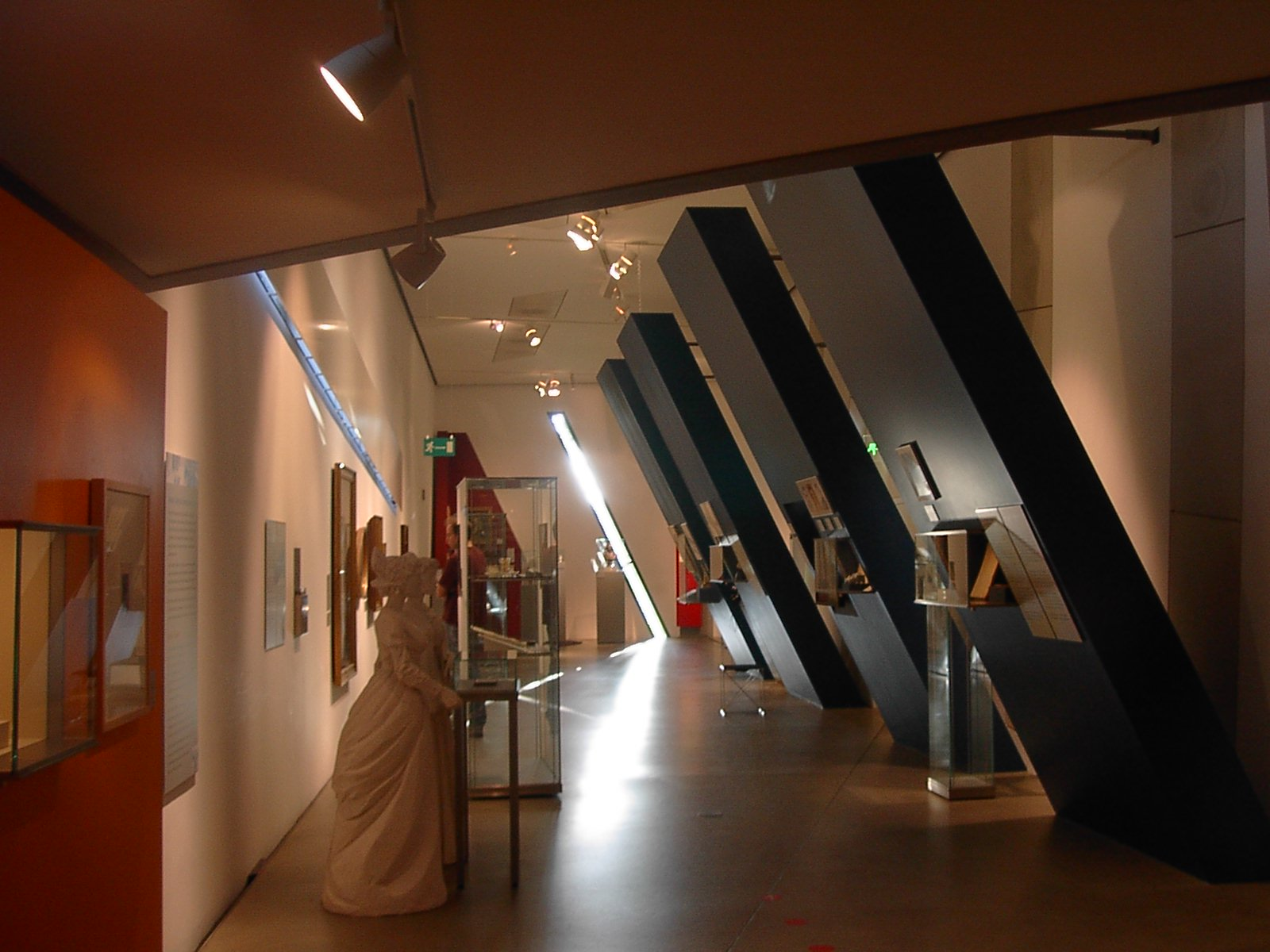
内部の展示
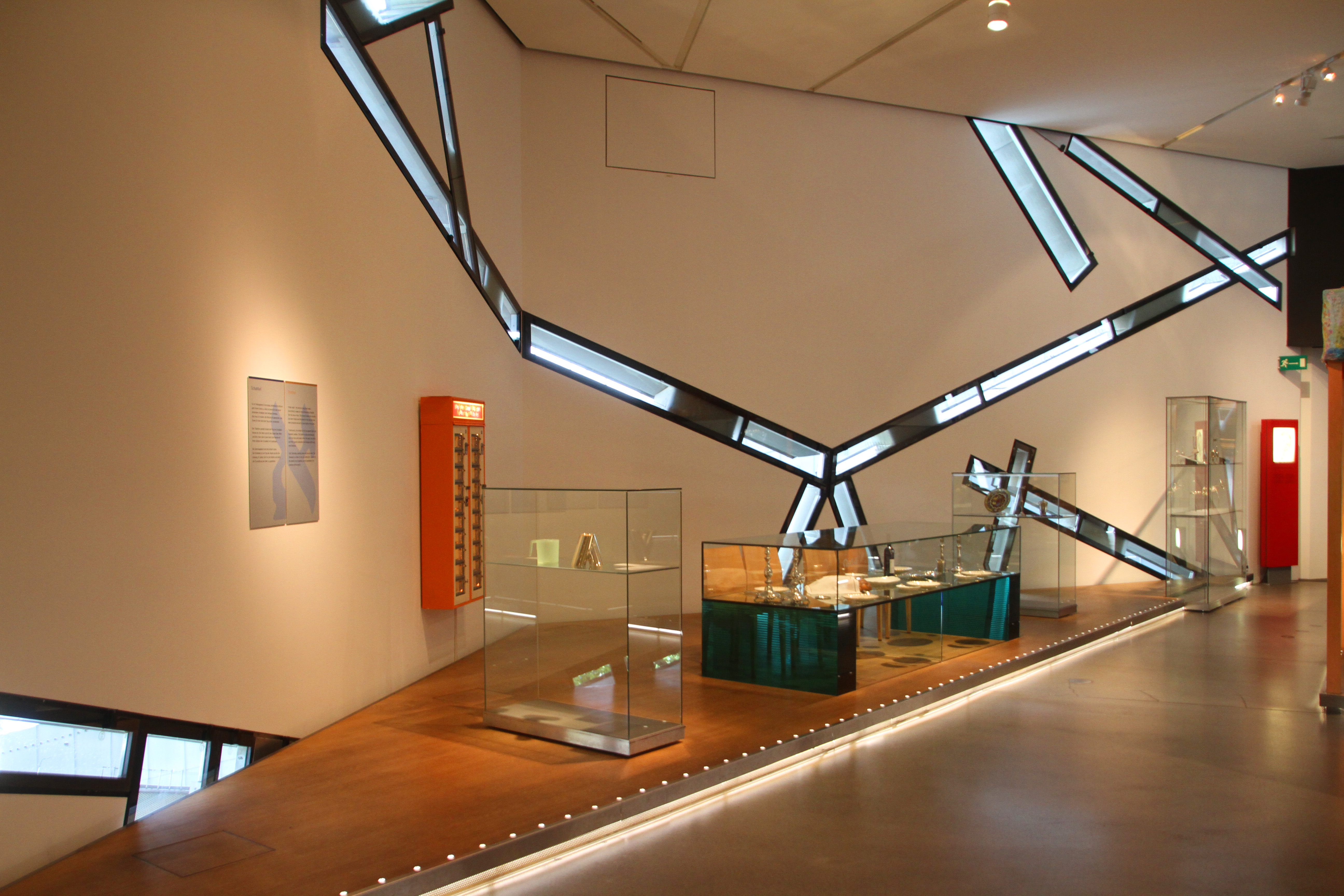
内部の展示
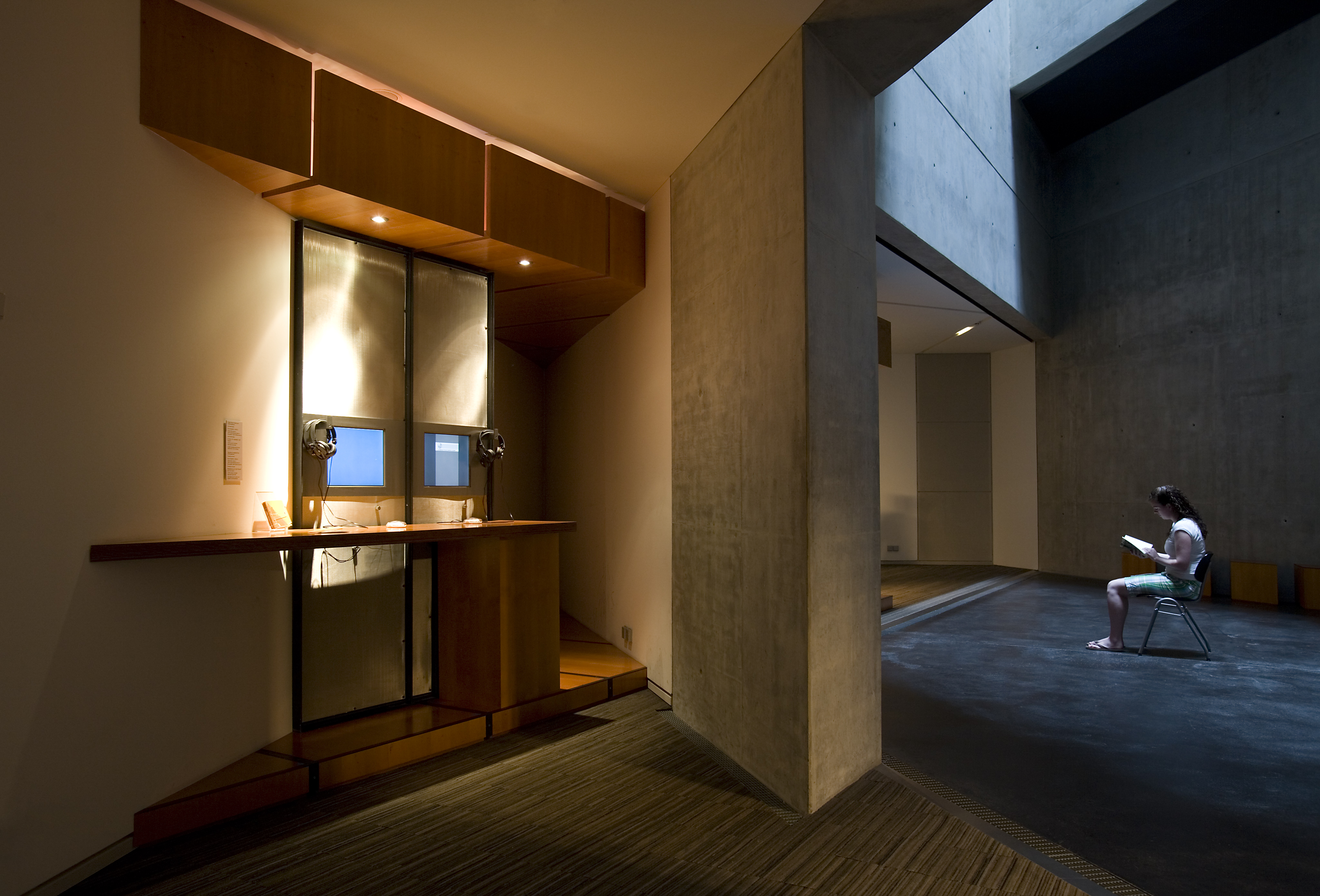
内部の展示
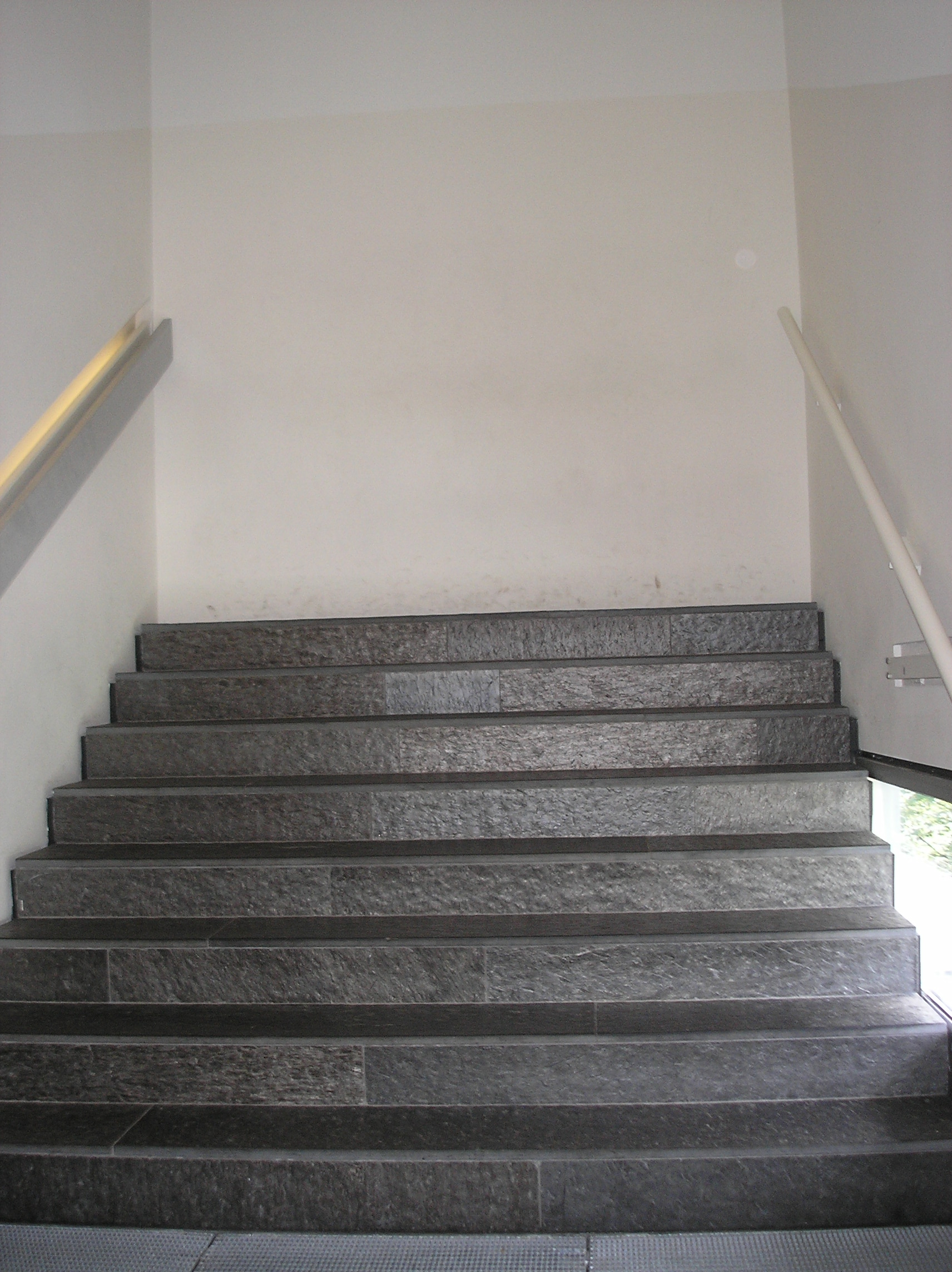
壁で行き止まりの階段
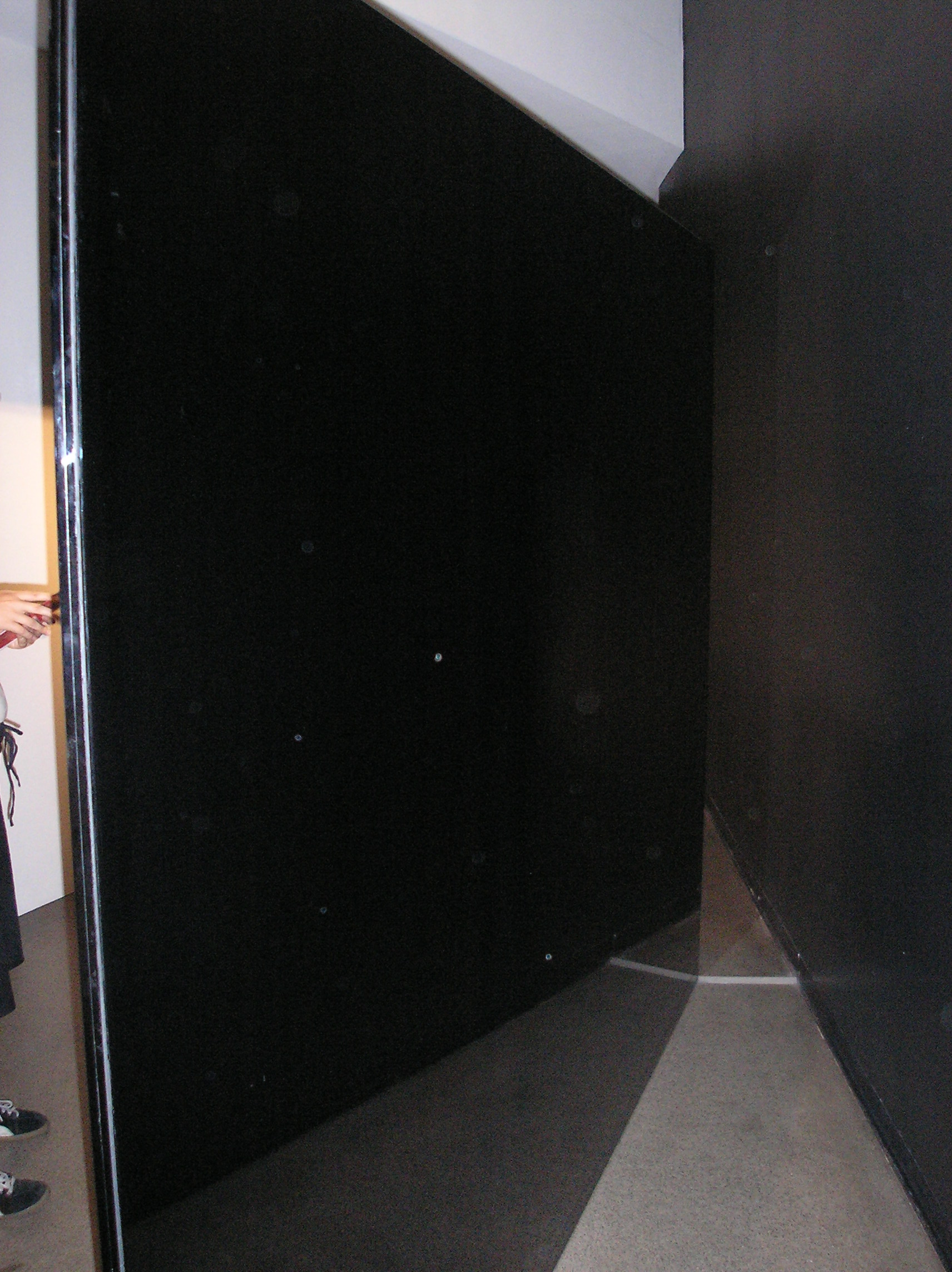
展示室に切れ込んだ「失われた展示」
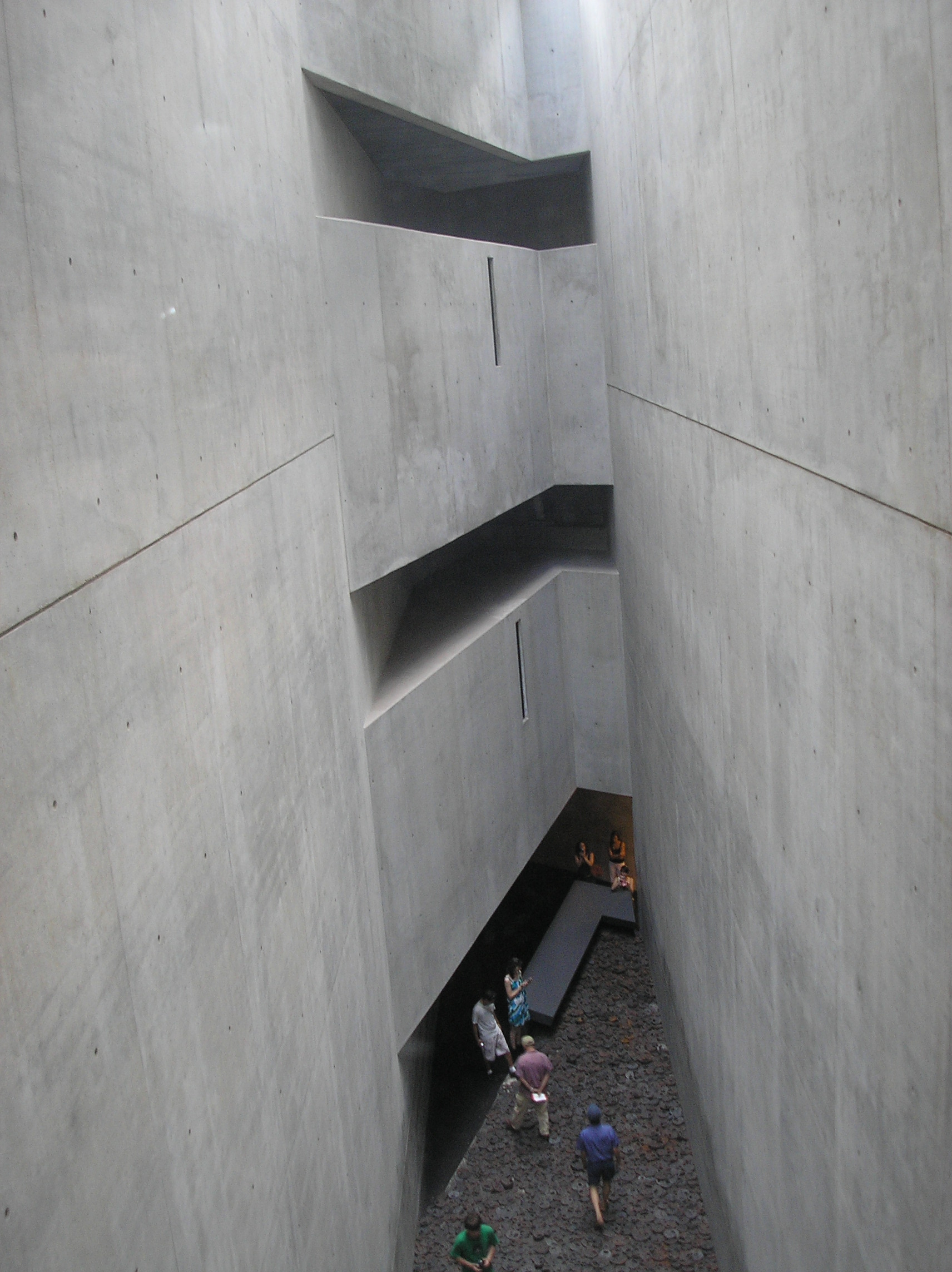
建物を貫くヴォイドを渡る人々
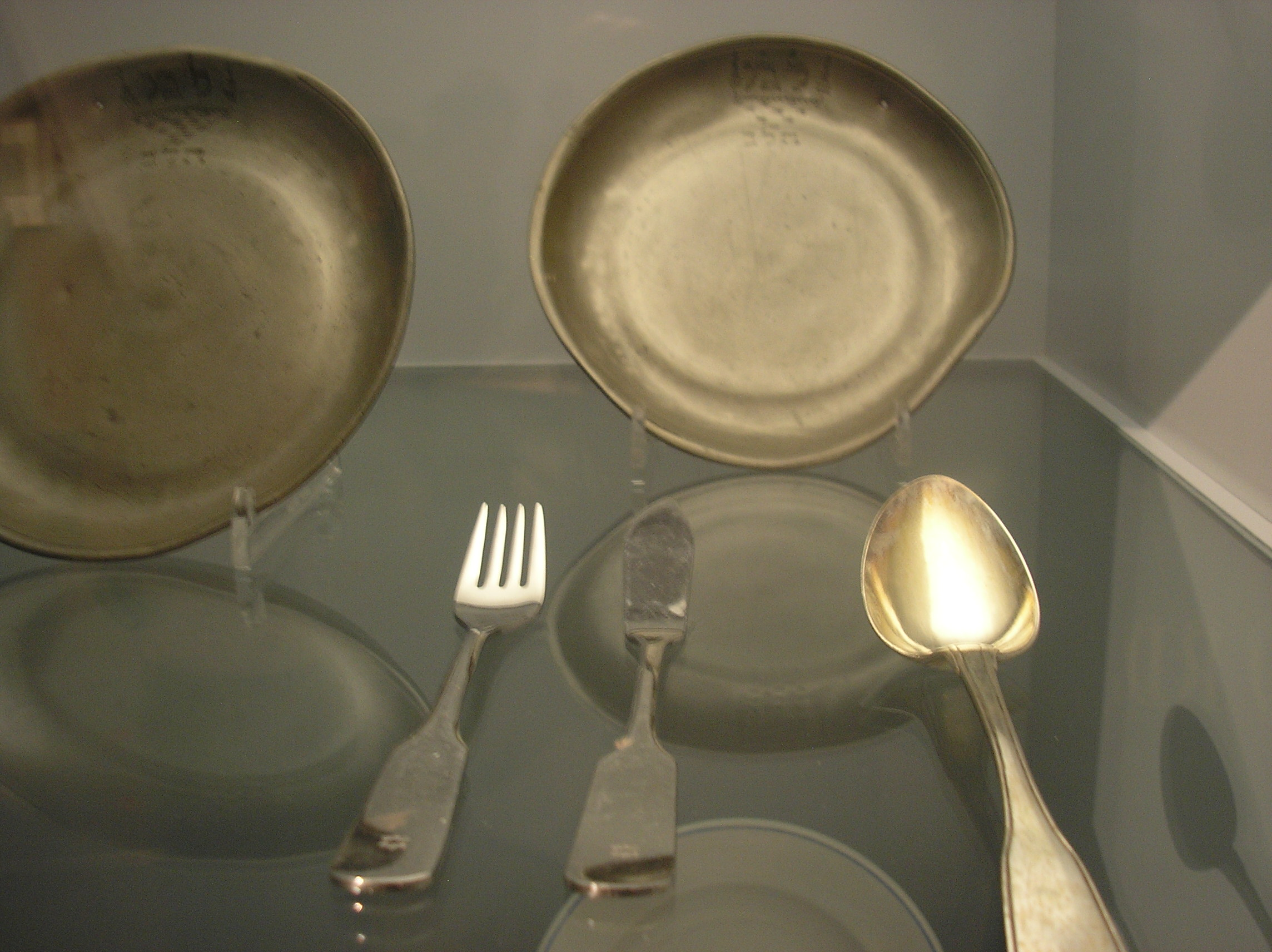
19世紀のユダヤ人の日用品
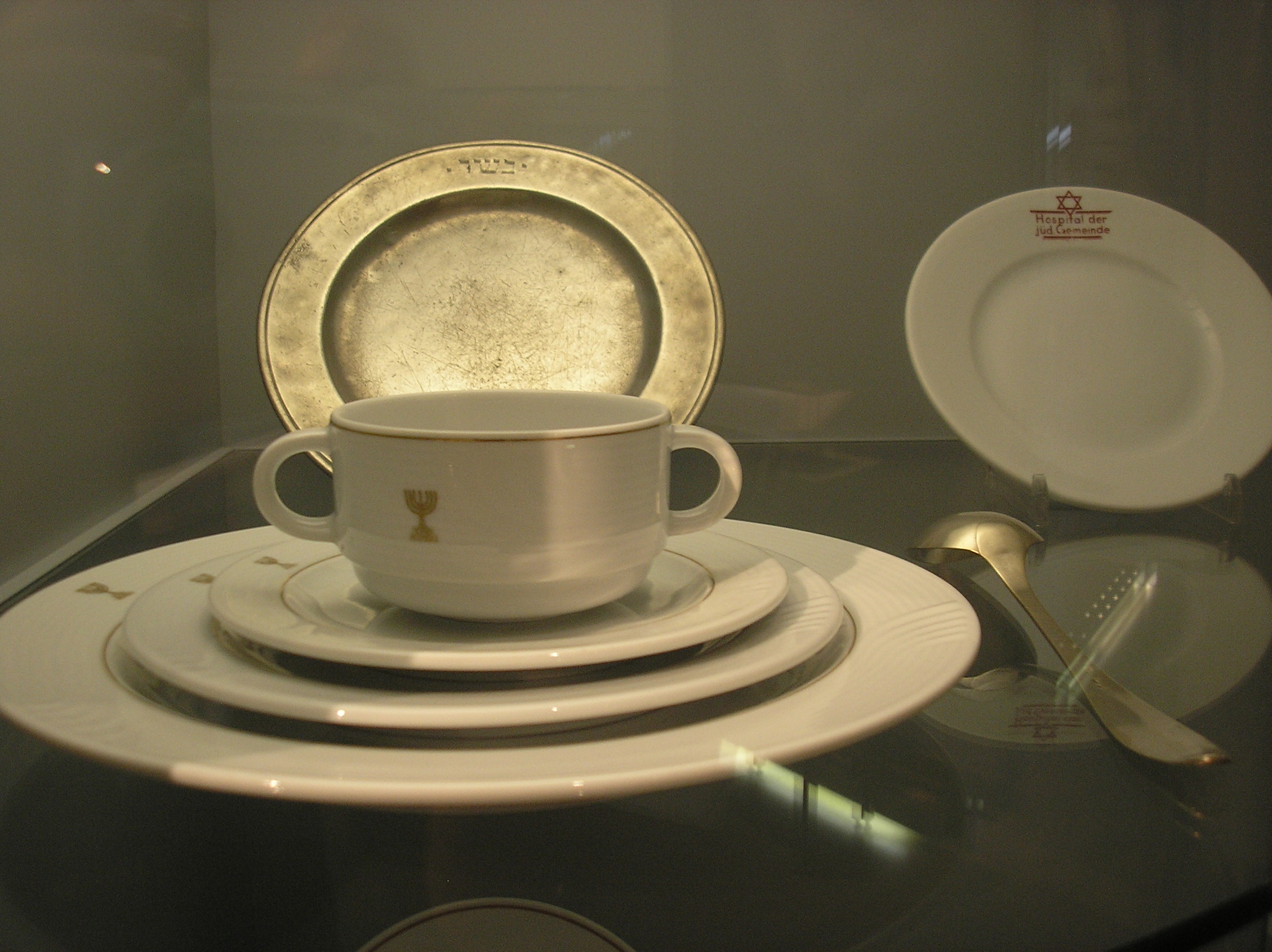
18世紀から20世紀頃の皿
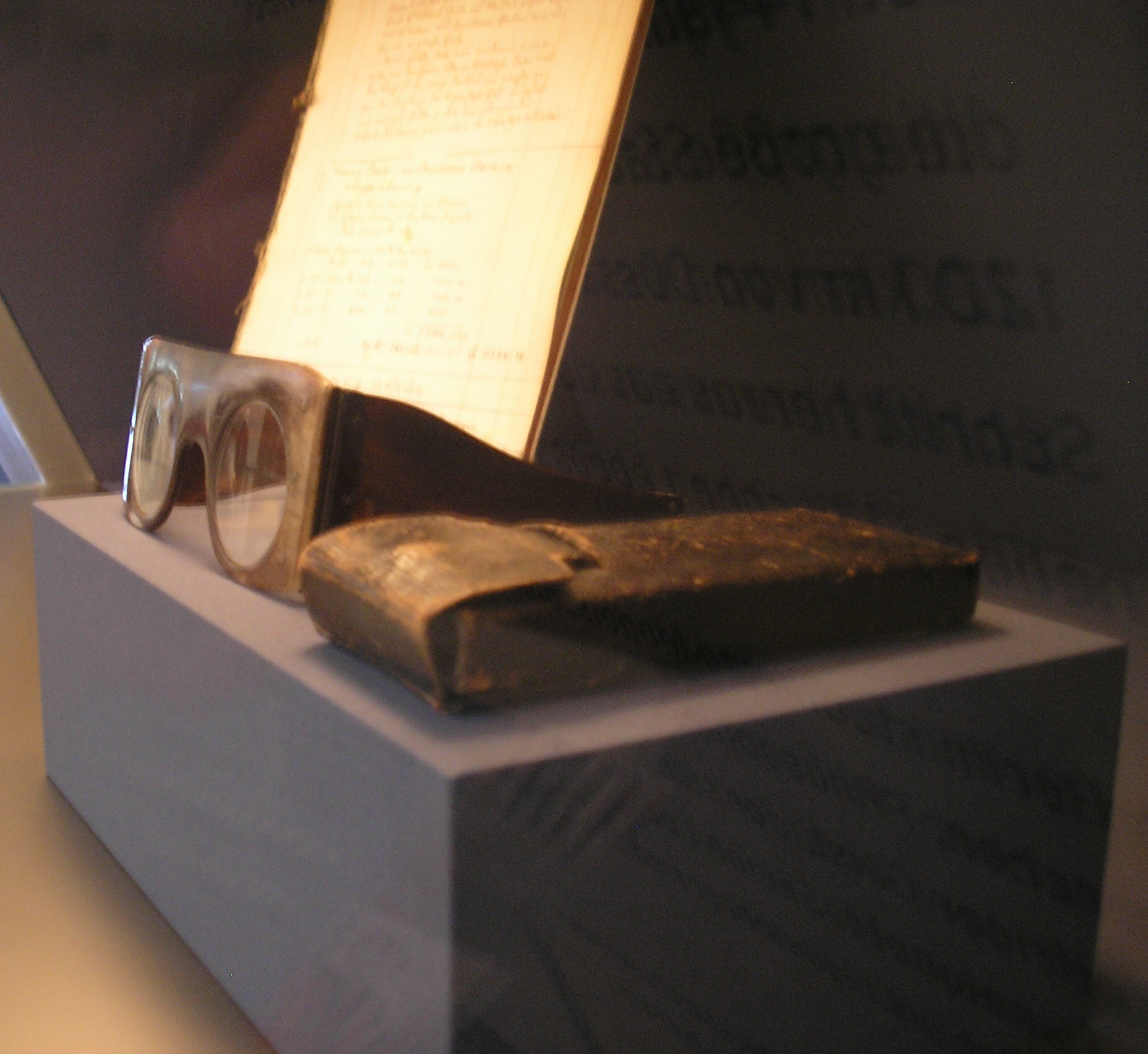
18世紀のユダヤ系哲学者モーゼス・メンデルスゾーンが使った眼鏡
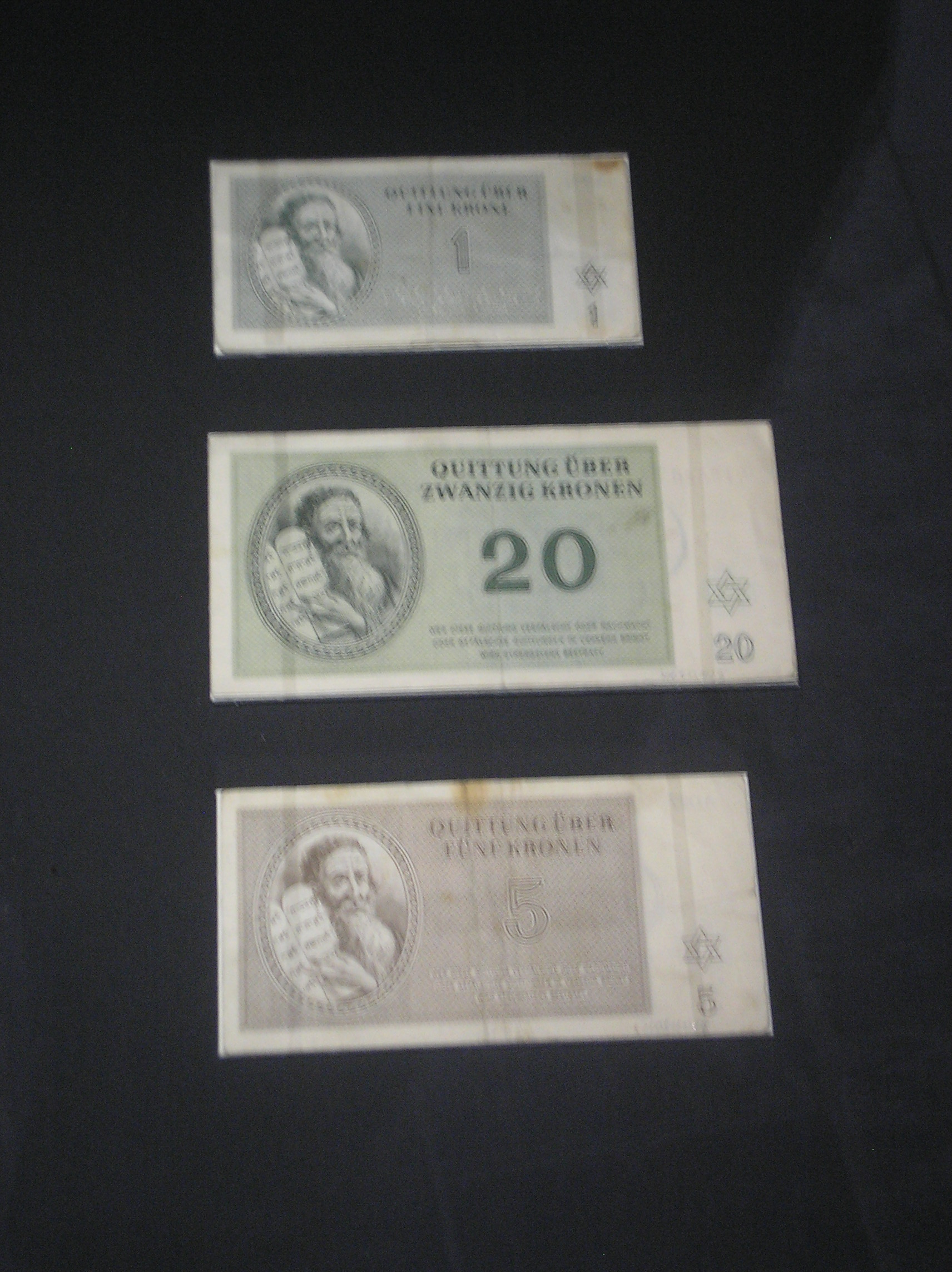
ゲットーで使われた紙幣

## 参考書籍
- Daniel Libeskind - Jüdisches Museum Berlin, by Elke Dorner. Berlin: Gebr. Mann Verlag, 3. Auflage 2006. (ISBN 3-7861-2532-5; German content)
- The Last Jews in Berlin, by Leonard Gross (ISBN 0-553-23653-9)